# Melchior Guy-Dickens
Melchior Guy-Dickens (ur. 18 lutego 1695, zm. 10 lipca 1775) − brytyjski dyplomata i żołnierz.
Jego ojcem był Peter Guy Dickens. Melchior robił karierę w armii dochodząc do stopnia pułkownika. Od 1724 do 1730 był sekretarzem ambasady brytyjskiej w Berlinie. W 1730 roku oficjalnie akredytowany przy pruskim dworze. Do roku 1740 działał w Berlinie jako Chargé d’affaires. W 1732 roku krótko działał w Hanowerze. W maju 1741 roku opuścił Prusy.
W czerwcu 1742 roku przybył do Sztokholmu jako minister brytyjski przy dworze szwedzkim. W roku 1747 zagrożony w procesem o zdradę stanu rosyjski kupiec Christof Springer schronił się u posła brytyjskiego. Następnego dnia kanclerz Erik Mathias von Nolcken zażądał wydania Springera. Sir Melchior Guy-Dickens poprosił o kilka godzin zwłoki chcąc porozumieć się z posłami innych państw. Kanclerz zjawił się jednak przed wyznaczoną godziną i to z oficerami, którzy siłą wywlekli Sringera z budynku poselstwa. Poseł oświadczył, że ustępuje tylko przed siłą. W korespondencji ze Szwedami, Guy-Dickens bronił koncepcji azylu, twierdząc jednak, że nie odmówiłby wydania przestępcy, ubolewał jednak nad nieposzanowaniem godności poselstwa. Strona szwedzka krytykowała ideę azylu, twierdząc, że posłom szwedzkim nigdy nie wolno go udzielać. Guy-Dickens w końcu wyjechał bez pożegnania, nie przyznając racji Szwedom (nie uczynił tego także jego rząd). Według S.E.Nahlika był to bodaj ostatni w Europie spór na tle azylu.
W latach 1749–1755 Sir Melchior Guy-Dickens był ambasadorem Wielkiej Brytanii w Rosji. Miał stopień pułkownika armii brytyjskiej.